# Geelbrauwspecht
De geelbrauwspecht (Melanerpes cruentatus) is een vogel uit de familie Picidae.

## Verspreiding en leefgebied
Deze soort komt voor van oostelijk Colombia tot de Guiana's, oostelijk Bolivia, noordoostelijk Brazilië en Mato Grosso.